# René Steichen
René Steichen (ur. 27 listopada 1942 w Diekirch) – luksemburski polityk, prawnik i samorządowiec, parlamentarzysta i minister, członek Komisji Europejskiej.

## Życiorys
Studiował prawo na uniwersytetach w Aix-en-Provence i Paryżu, ukończył następnie Instytut Nauk Politycznych w Paryżu. Podjął praktykę prawniczą w Luksemburgu. Zaangażował się w działalność polityczną w ramach Chrześcijańsko-Społecznej Partii Ludowej. W latach 1974–1984 pełnił funkcję burmistrza Diekirch. W 1984 uzyskał mandat posła do Izby Deputowanych. W latach 1984–1989 w rządzie Jacques’a Santera zajmował stanowisko sekretarza stanu ds. rolnictwa i rozwoju obszarów wiejskich, następnie do 1992 był ministrem, odpowiadając za rolnictwo, kulturę i badania naukowe. Później do 1995 wchodził w skład trzeciej Komisji Europejskiej kierowanej przez Jacques’a Delorsa, zajmując się sprawami rolnictwa i rozwoju wsi.
W połowie lat 90. powrócił do praktyki adwokackiej. W 1995 powołany w skład rady dyrektorów operatora satelitarnego SES S.A., powoływany w strukturach tego koncernu na dyrektora SES Astra i na przewodniczącego rady dyrektorów.